# Slaithwaite
Slaithwaite is een plaats in het bestuurlijke gebied Kirklees, in het Engelse graafschap West Yorkshire.

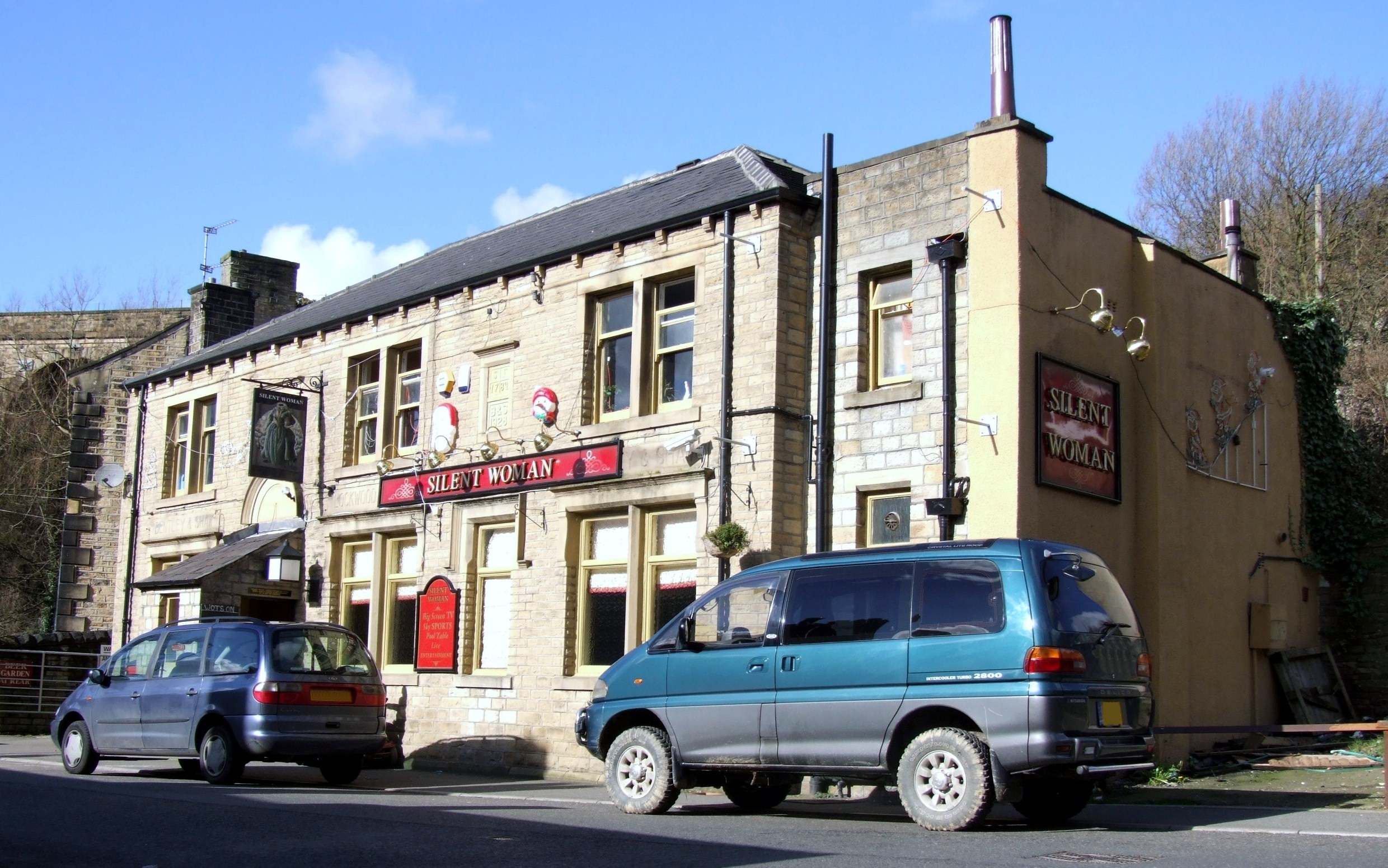
Silent Woman Pub, Slaithwaite
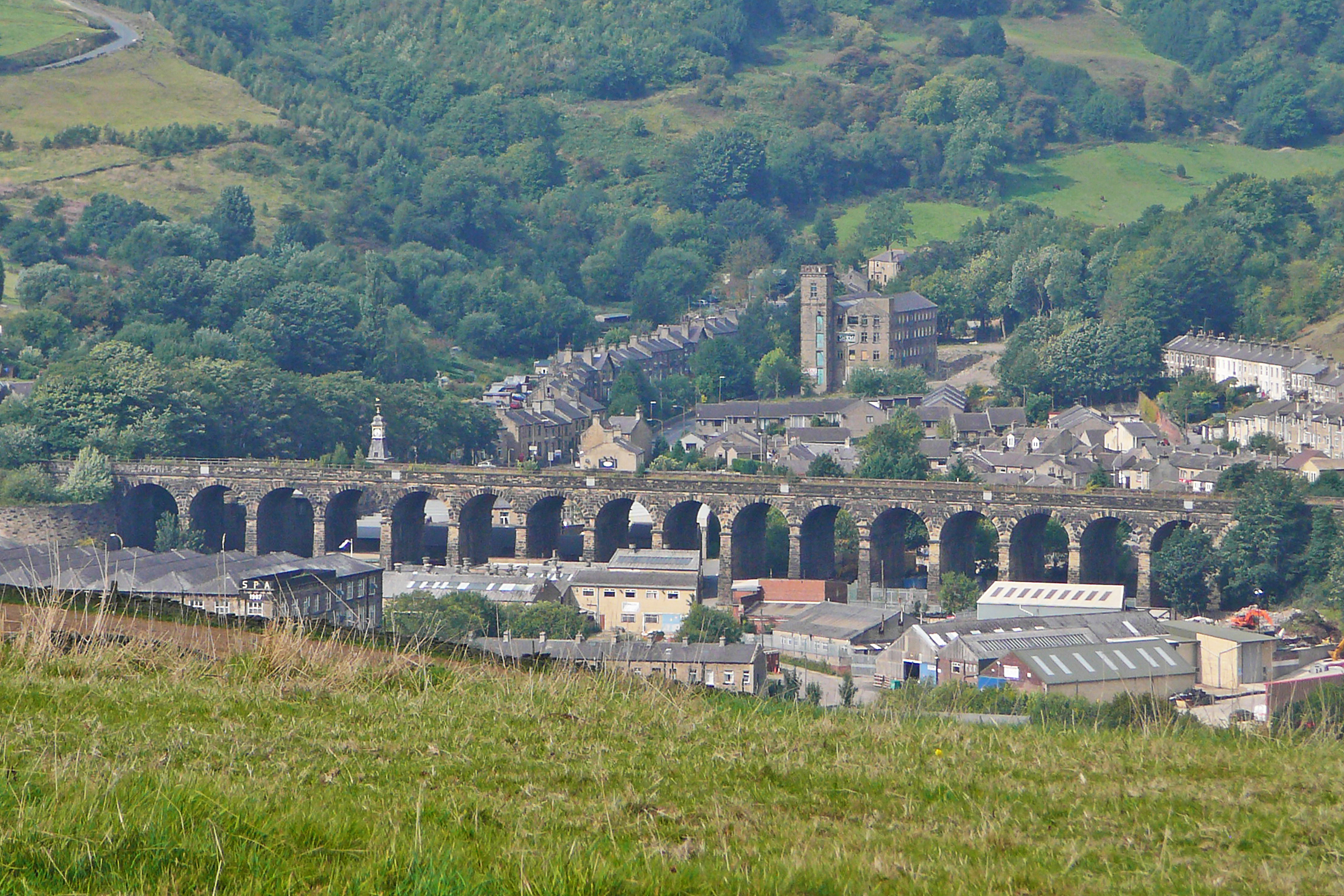
Viaduct van Slaithwaite

## Geboren
- Haydn Wood (1882-1959), componist en violist